# Tris(2-aminoethyl)amin
Tris(2-aminoethyl)amin ist eine organische chemische Verbindung aus der Gruppe der Amine.

## Gewinnung und Darstellung
Tris(2-aminoethyl)amin kann durch katalytische Hydrierung von Nitrilotriacetonitril (zum Beispiel mit Raney-Nickel) in Gegenwart eines großen Überschusses an Ammoniak gewonnen werden.

## Eigenschaften
Tris(2-aminoethyl)amin ist eine farblose bis gelbe, klare Flüssigkeit, die löslich in Wasser ist.

## Verwendung
Tris(2-aminoethyl)amin wird als Komplexbildner verwendet, der insbesondere mit zwei- und dreiwertigen Übergangsmetallionen stabile Chelate bildet. Auch mit anderen Verbindungen bildet sie Komplexe. Die Verbindung wird auch als Vernetzer von Monomeren verwendet. Tris(2-aminoethyl)amin wird auch häufig in der Untersuchung biochemischer und physiologischer Prozesse eingesetzt, um den pH-Wert zu stabilisieren und den osmotischen Druck aufrechtzuerhalten.

## Externe Links zu erwähnten Verbindungen
1. ↑  Externe Identifikatoren von bzw. Datenbank-Links zu Tris(2-aminoethyl)amintrihydrochlorid:  CAS-Nr.: 14350-52-8, PubChem: 24190076, Wikidata: Q82907522.